# Čestín (Jankov)
Čestín (Duits: Tschestin of Tschestin bei Jankau) is een Tsjechische plaats in de gemeente Jankov, regio Midden-Bohemen, en maakt deel uit van het district Benešov. Het dorp ligt op ongeveer 3,5 kilometer afstand van Jankov en op ongeveer 23 kilometer afstand van de stad Benešov.
Čestín telt 14 inwoners (2021).

## Geografie
In Bedřichovice ontspringt de Strašickýbeek, die op zijn beurt weer verbonden is met de rivier de Blanice.

## Geschiedenis
De eerste schriftelijke vermelding van het dorp dateert van 1318.
Van 1921 tot 1979 was Čestín een zelfstandige gemeente en maakte Bedřichovice er deel van uit. Sindsdien zijn beide dorpen opgegaan in de gemeente Jankov, die sinds 1960 bij het district Benešov is ingedeeld.

## Verkeer en vervoer

### Autowegen
Er leidt een regionale weg naar het dorp.

### Spoorlijnen
Er is geen station in Čestín. Het dichtstbijzijnde station is in Znosim, op zo'n elf kilometer afstand. Dat station wordt bediend door treinen van spoorlijn 222 Benešov - Trhový Štěpánov.

### Buslijnen
Er is één bushalte in het dorp:
| Halte          | Lijn | Traject         | Vervoerder   |
| -------------- | ---- | --------------- | ------------ |
| Jankov, Čestín | 532  | Jankov - Votice | CŠAD Benešov |

## Bezienswaardigheden
- Dorpskapel

## Galerij

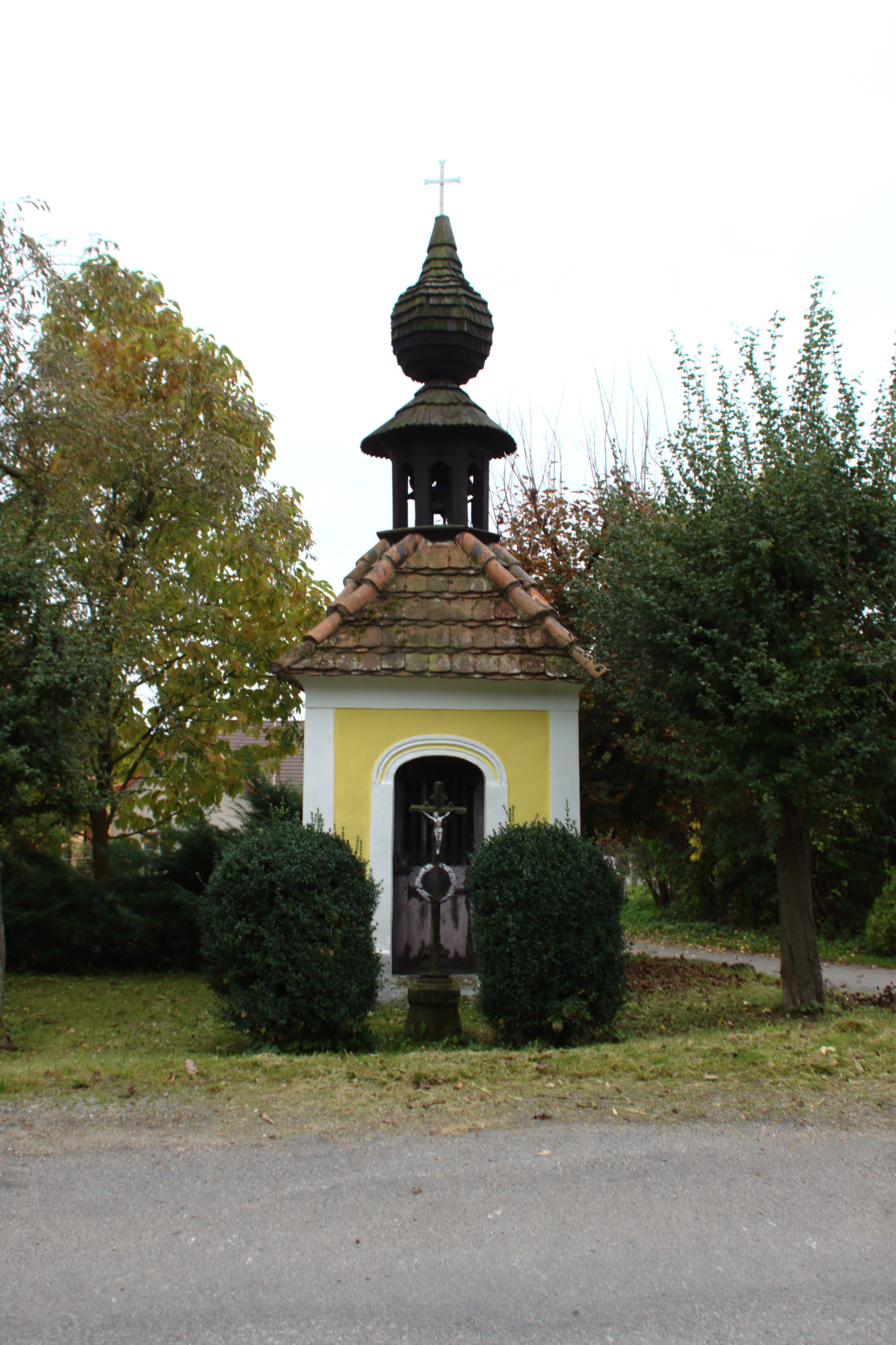
Dorpskapel (2014)
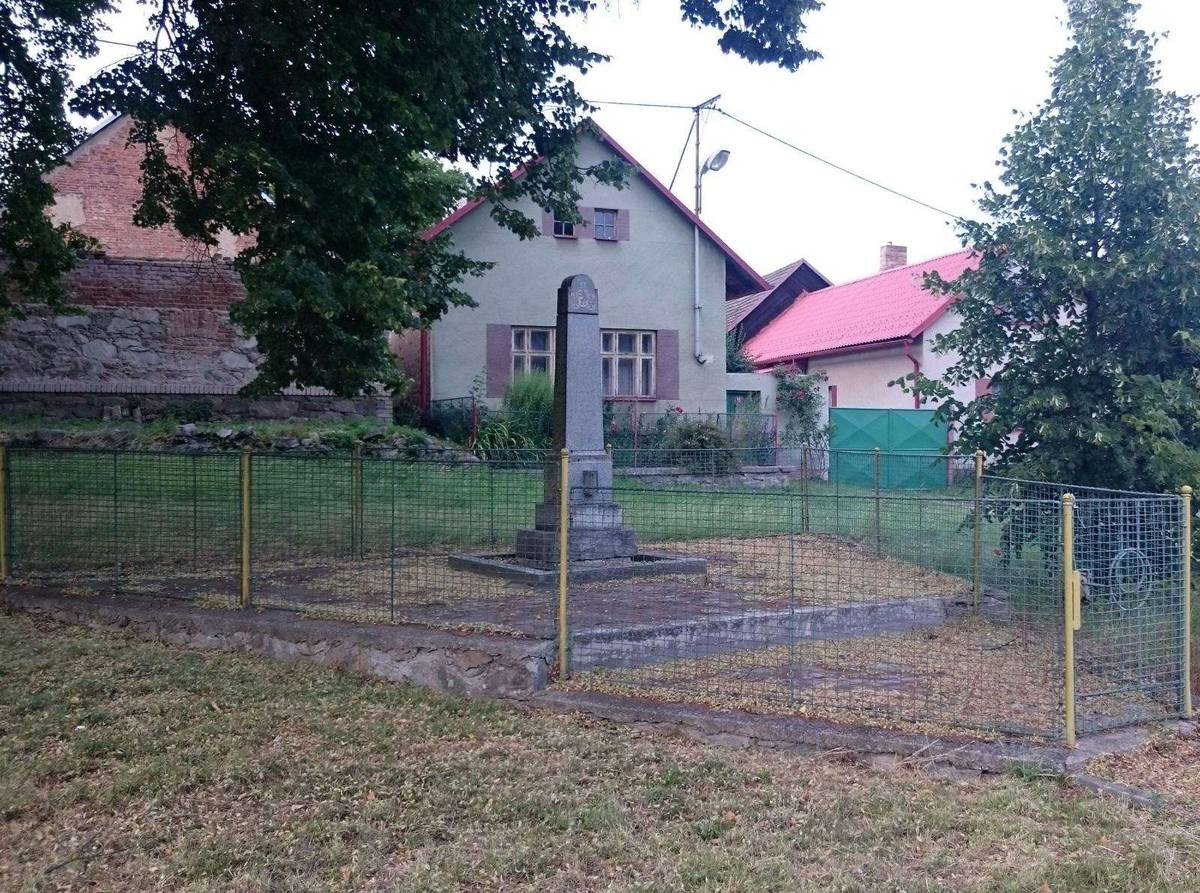
Oorlogsmonument (2021)
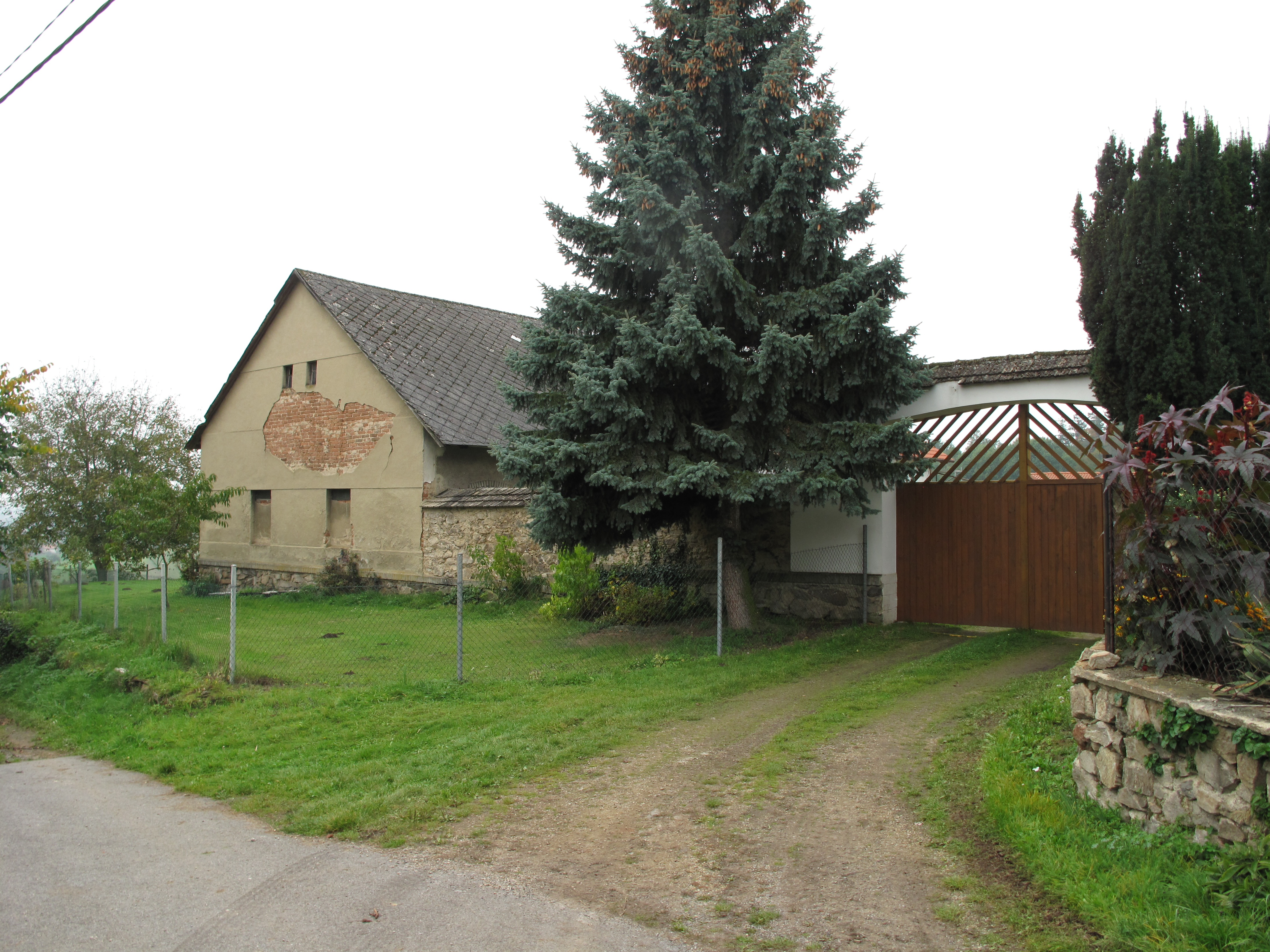
Boerderij in het dorp (2014)
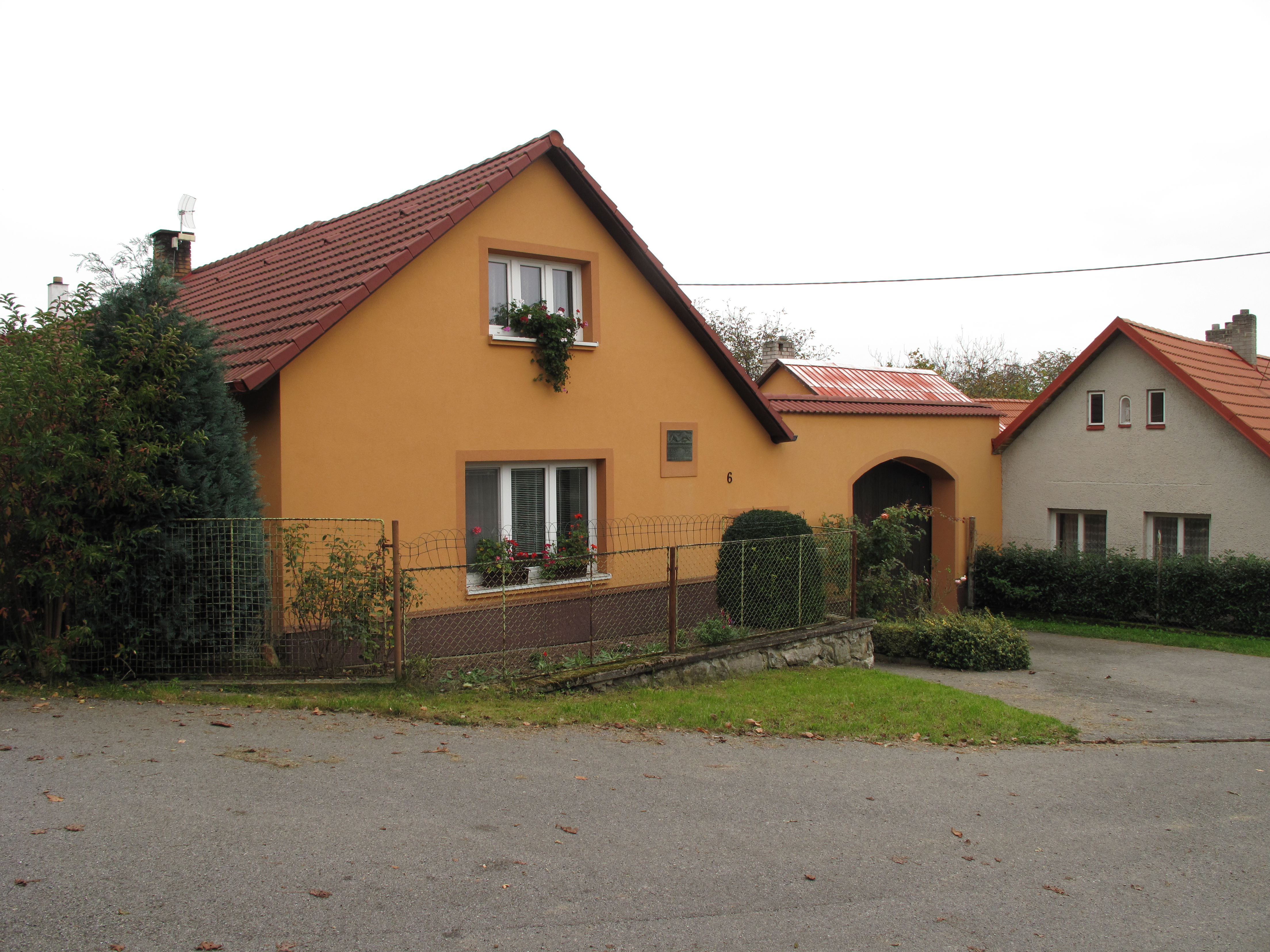
Huis in het dorp (2014)
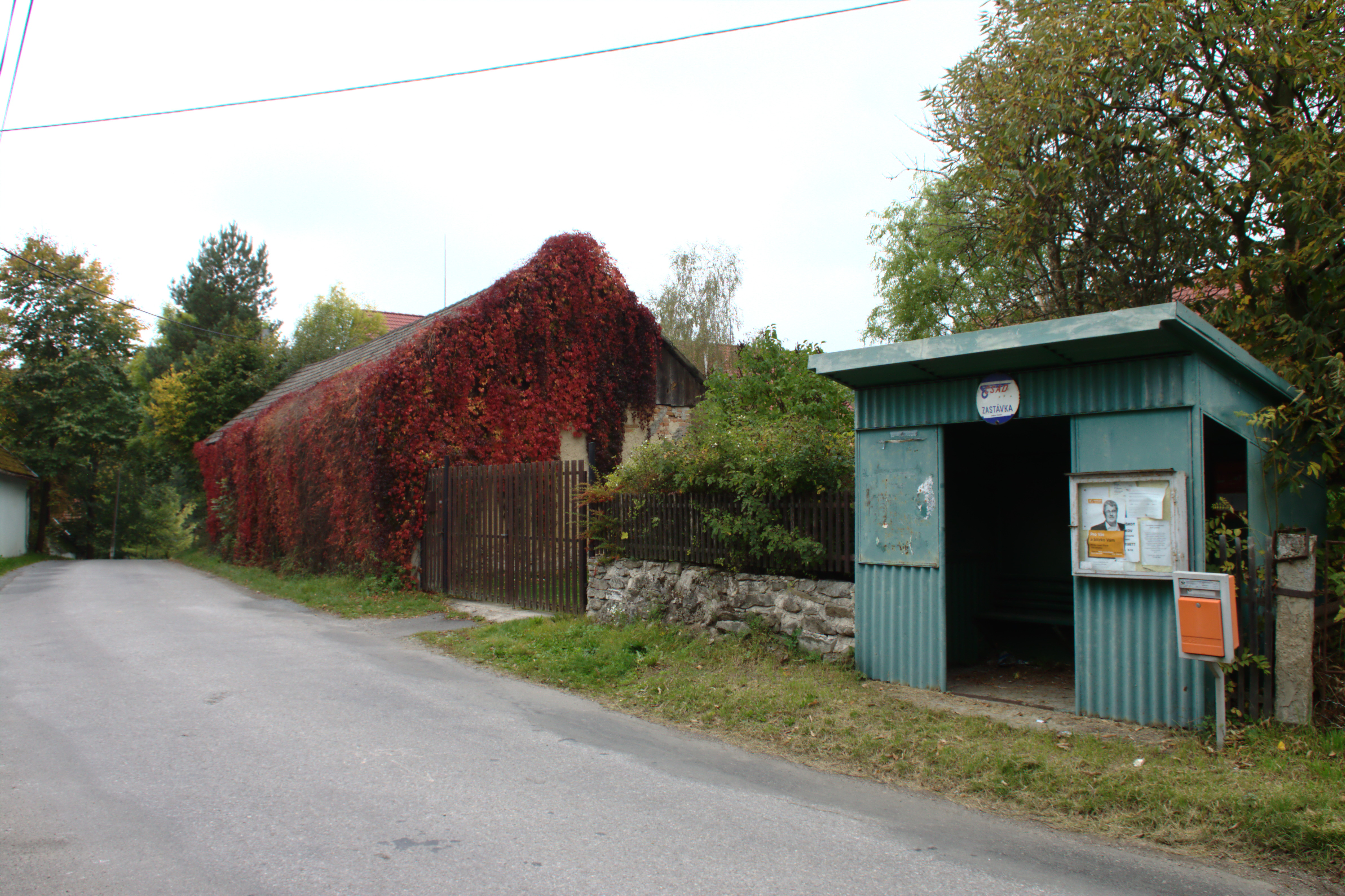
Bushalte (2014)
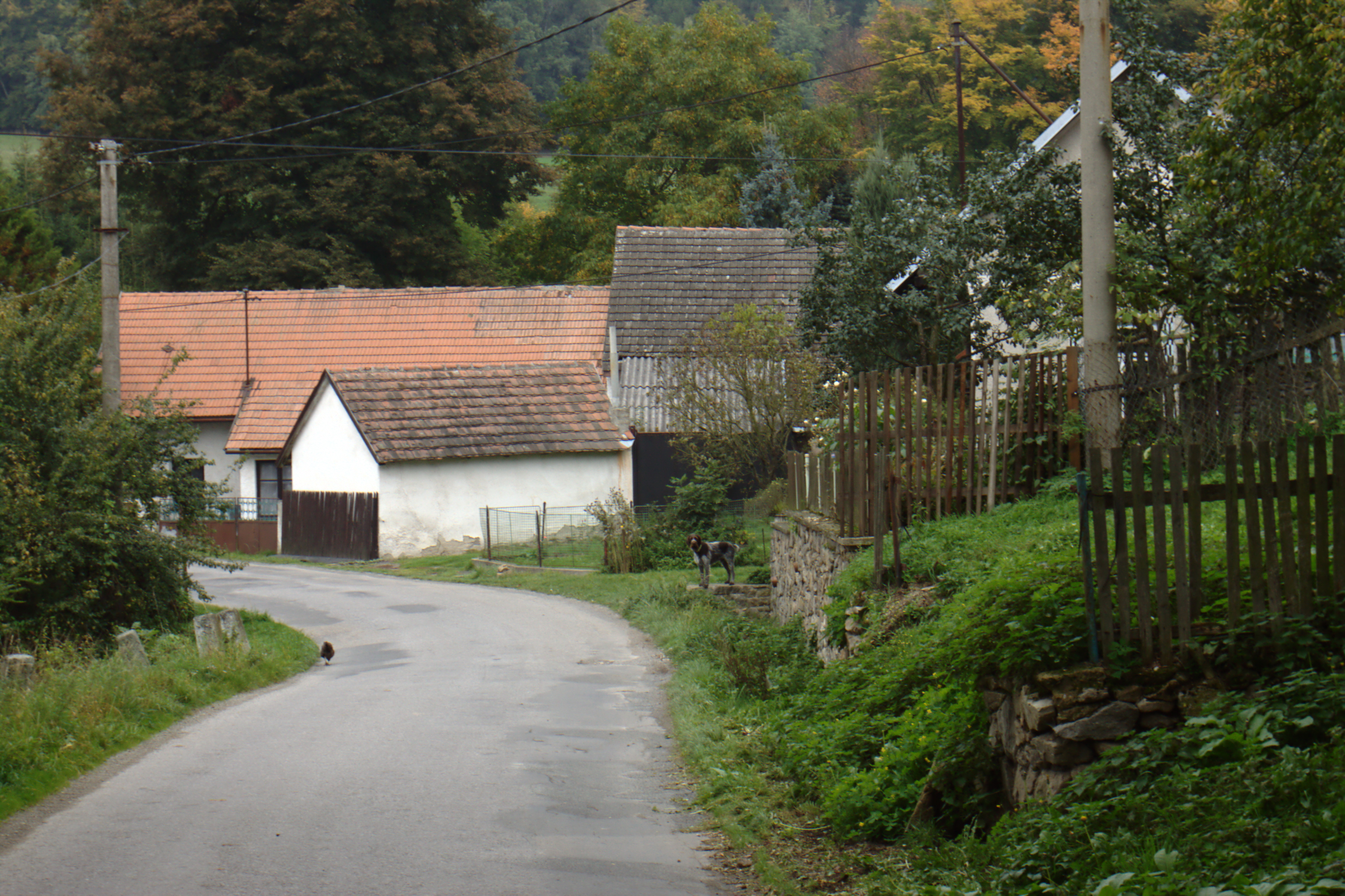
Weg door het dorp (2014)